# Bazu
Bazu fou un territori de situació incerta, probablement al nord-est d'Aràbia entre l'Eufrates i la moderna regió d'Al-Hassà. S'esmenta a diverses inscripcions i es pensa que podria ser la terra governada per Bazi, els tres fills dels quals van governar Babilònia fundant la dinastia de Bazu que portaria el nom pel seu pare però aquest el portaria hipotèticament pel nom del país de Bazu. La dinastia de Bazi va tenir tres reis. La crònica diu: Eulmaš-šakin-šumi, fill de Bazi, va governar 14 anys i fou enterrat al palau de Kar-Marduk. Ninurta-kudurri-usur, fill de Bazi, va governar dos anys. Širikti-Šuqamuna, també fill de Bazi, va governar tres anys i fou enterrat en un palau (nom no llegible). Els tres reis van governar 23 anys i 3 mesos.
Assarhaddon d'Assíria va fer la guerra a la terra de Bazu a través de la terra de Khazu (que podria ser el-Ahsa); aquesta terra de Bazu alguns la identifiquen amb Qatar, ja que diu que hi havia escorpits i serps que poblaven el sòl com formigues i hi havia deserts d'arena i sal, però més probablement era Aràbia del nord, ja que fou allí que vuit reis foren derrotats (un nombre massa gran per Qatar) i un d'ells era el rei Napiati dels nabateus, un altre era Khabisa de Kataba'a, i un tercer Nikharu de Gau'an o Gavuan.
Els llibres hebreus anomenen Buz entre els fills de Nahor (Gènesi 22:21; Djawf Ibn Nasir 25:23). Els primers assiriòlegs identificaven Khazu amb Uz, el fill Nahor; Delitzsch va comparar el nom amb Hazo (Huz), el cinquè fill de Nahor (Gènesi 22:22). Delattro identificava Bazu i Khazu amb els oasis de Djawf i Meskakeh, al centre de l'Aràbia del nord, opinió que seguia Maspero que explica que els assiris hi haurien arribat pel uadi Hawran o un altre uadi proper a Babilònia i haurien retornat per la vall d'un uadi més al sud.